# Mario Pérez
Mario Pérez (30 de julho de 1946) é um ex-futebolista mexicano que competiu na Copa do Mundo de 1970.